# Agim Çeku
Agim Çeku   (Ćuška, 29 d'octubre de 1960) és un polític i militar kosovar, que va ser primer ministre de Kosovo (2006-2008) i cap de l'Exèrcit d'Alliberament de Kosovo (UÇK). Çeku va ser oficial de l'Exèrcit Croat durant la guerra de la independència croata contra l'autoproclamada República Sèrbia de Krajina, i va ser comandant militar de l'UÇK durant la guerra de Kosovo (1998-1999), i després va dirigir el Cos de Protecció de Kosovo sota la Missió d'Administració Provisional de les Nacions Unides a Kosovo. Entre 2011 i 2014 va ser ministre de les Forces de Seguretat de Kosovo.

## Carrera militar i paramilitar
Després d'acabar els estudis de l'escola militar de secundària de Belgrad, va assistir a l'Acadèmia Militar de Zadar. Poc després, es va incorporar a l'Exèrcit Popular Iugoslau (JNA) com a capità d'artilleria. El 1991, amb l'esclat de les guerres de Iugoslàvia, va desertar de la JNA i es va unir a la Guàrdia Nacional de Croàcia, amb la guerra de la independència amb Iugoslàvia.
Va estar molt implicat en la posterior guerra de Croàcia contra l'autoproclamada República Sèrbia de Krajina. Va participar en diverses operacions militars. Va estar en l'operació Maslenica quan era el cap de la secció d'artilleria de Velebit, entre gener i febrer de 1993; en l'Operació Butxaca de Medak prop de Gospić, en la qual va ser ferit, i en l'Operació Tempesta l'agost de 1995 que va ocupar la major part del territori de Krajina. Posteriorment, va continuar avançant com a cap de les forces croates a la República de Bòsnia i Hercegovina lluitant a l'oest de Bòsnia contra les forces de la República Sèrbia en l'Operació Mistral. Després de la guerra, es va reformar l'Exèrcit Croat i el president Franjo Tuđman va nomenar Çeku comandant de la Cinquena Regió Districte a Rijeka. El 1998 va presentar la sol·licitud de retir, que es va concedir el 1999, per unir-se a l'Exèrcit d'Alliberament de Kosovo amb el qual mantenia vincles.
Ceku va entrar en contacte amb l'UÇK, un grup guerriller contra el domini serbi a Kosovo, en algun moment a mitjans de la dècada de 1990. Va renunciar a l'exèrcit croat al febrer de 1999. El maig de 1999, Çeku va ser nomenat cap de personal de l'UÇK, en substitució de Sylejman Selimi. Després del final de la guerra, el juny 1999, Çeku va supervisar la desmilitarització de l'UÇK i la seva transformació en el Cos de Protecció de Kosovo (TMK).
El govern serbi assegura que Çeku és un climinal de guerra, encara que la jurisdicció sèrbia en aquest assumpte no és reconeguda per les Nacions Unides. Encara que Çeku no ha estat en qualsevol acusació del Tribunal Penal Internacional per a l'antiga Iugoslàvia (ICTY), va ser breument detingut a Eslovènia l'octubre de 2003 i a Hongria el març de 2004 en la base a una ordre de l'Interpol emesa per Sèrbia. Çeku. L'ICTY va emetre la darrera acusació a finals de 2004 i va limitar les properes investigacions als casos d'aleshores.
El 23 de juny de 2009 va ser arrestat a Bulgària per una ordre de detenció de l'Interpol que va emetre Sèrbia per presumptes delictes de guerra a Kosovo en contra de la població no albanesa. Les autoritats búlgares van decidir alliberar-lo, però van demanar que es quedés al país durant quaranta dies mentre consideraven la petició d'extradició de Sèrbia per fer front a càrrecs de genocidi. El 30 de juny va retornar a Kosovo, després que la fiscalia búlgara decidís no per apel·lar la decisió d'alliberament del tribunal.

## Carrera política
El 10 de març de 2006, Çeku va ser elegit primer ministre de Kosovo per part de l'Assemblea de Kosovo. Després d'assumir el càrrec, va declarar el seu suport a la independència de Kosovo, alhora que va prometre protegir els drets de la minoria sèrbia. El nomenament de Çeku va ser recolzat per l'exprimer ministre Ramush Haradinaj, que va dimitir a principis de 2005 després que l'ICTY l'hagués acusat de crims de guerra. En els seus primers cent dies en el càrrec, Çeku va prioritzar l'aplicació dels "estàndards" pel bon govern i la multietnicitat que promovia l'ONU "normes" per al bon govern i la multietnicitat. El 24 de juliol de 2006, Çeku va viatjar a Viena per la primera reunió d'alt nivell entre els presidents i primers ministres de Sèrbia i Kosovo per discutir el futur estatus de Kosovo.
Çeku va assegurar que fundaria un nou partit després de cessar com a primer ministre per dissipar els rumors que s'uniria al Partit Reformista ORA. No obstant això, es va unir al Partit Socialdemòcrata de Kosovo el 10 d'abril de 2008, i no va descartar que el partit es fusionés amb ORA. El 23 de febrer de 2011, Çeku va ser nomenat ministre de les Forces de Seguretat de Kosovo, un càrrec que va ocupar el 2014.